# Список президентів Країни Басків
Голова Уряду Країни Басків, також Президент Країни Басків або Леендакарі (баск.lehendakari) — Голова виконавчої влади автономії в складі Іспанії Країна Басків.

## Леендакарі Країни Басків
| №   | Фото | Президент                                                  | Початок правління | Кінець правління |
| --- | ---- | ---------------------------------------------------------- | ----------------- | ---------------- |
| в.о |      | Рамон Рубіаль ( баск.Ramón Rubial) 1906-1999               | 17 лютого 1978    | 9 липня 1979     |
|     |      | Карлос Гарайкоєчеа (баск. Carlos Garaikoetxea) нар.1938    | 9 липня 1979      | 26 січня 1985    |
|     |      | Хосе Антоніо Арданса (баск. Jose Antonio Ardanza) нар.1941 | 26 січня 1985     | 2 січня 1999     |
|     |      | Хуан Хосе Ібаррече (баск. Juan Jose Ibarretxe) нар.1957    | 2 січня 1999      | 7 травня 2009    |
|     |      | Пачі Лопес (баск. Patxi López) нар. 1959                   | 7 травня 2009     | 15 травня 2012   |
|     |      | Іньїго Уркулью (баск. Iñigo Urkullu) нар.1961              | 15 грудня 2012    | діючий           |